# Kansas/Reo Speedwagon
Kansas/Reo Speedwagon è un EP del gruppo musicale statunitense Kansas, pubblicato nel 1989 dalla Epic Records.

## Descrizione
Venne distribuito per primo in Spagna e in tiratura limitata a 10000 copie, contiene le prime registrazioni e le tracce riarrangiate di alcuni dei loro maggiori successi; i copertina i titoli dei brani furono scritti sia in inglese che in spagnolo. L'EP, pubblicato per iniziativa della band Kansas, contiene però 5 tracce del gruppo REO Speedwagon, all'epoca nella stessa casa discografica. Dei nuovi arrangiamenti dei brani si occupò Rich Williams.

## Tracce
Lato A
1. Song for America – 6:02
2. Carry On Wayward Son – 6:02
3. Dust in the Wind – 3:25 (Kerry Livgren)
4. Keep on Loving You – 4:36
5. Keep the Fire Burning – 2:21
6. New Way to Love – 4:09
7. Accidents Can Happen – 4:14
8. Shakin' It Lose – 5:22